# Sarnya Parker

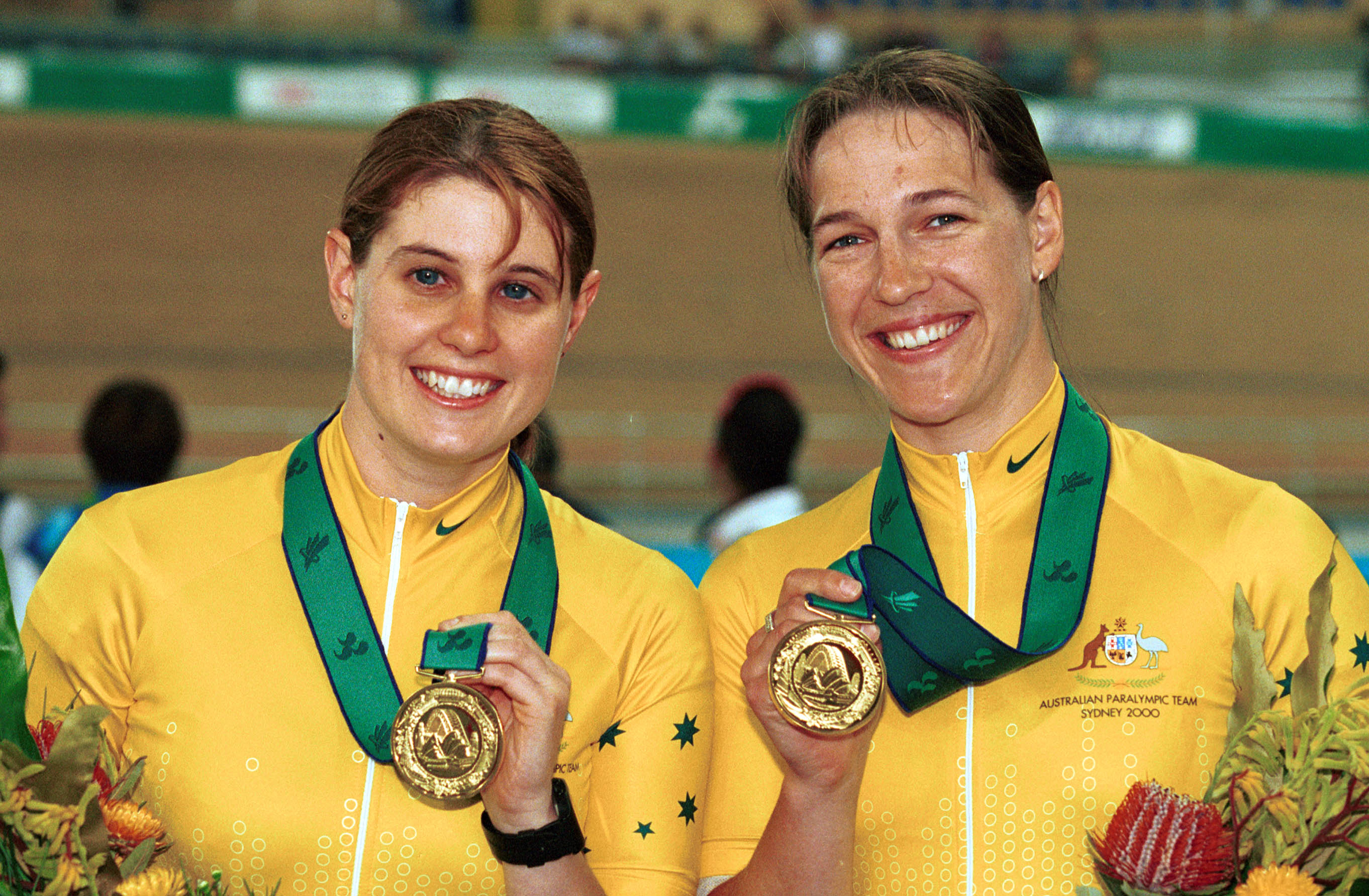
Parker ze złotym medalem igrzysk, wraz z partnerką (Tania Modra).

Sarnya Marie Parker (ur. 6 czerwca 1975 w Loxton) – australijska niewidoma tandemowa kolarka, dwukrotna złota medalistka na igrzyskach w Sydney w 2000 roku, za co otrzymała rządowy order i tytuł OAM.

## Życiorys
Urodziła się 6 czerwca 1975 roku w Loxton w Australii Południowej.
Zanim zajęła się kolarstwem, była jedną z dziesięciu najlepszych pięcioboistek w kraju. Zdobyła złoty medal w skoku w dal na Igrzyskach FESPIC w Tajlandii w 1999 roku.
W 1999 roku ukończyła studia i rozpoczęła pracę w australijskiej firmie telekomunikacyjnej Telstra.

### Przygotowania i igrzyska

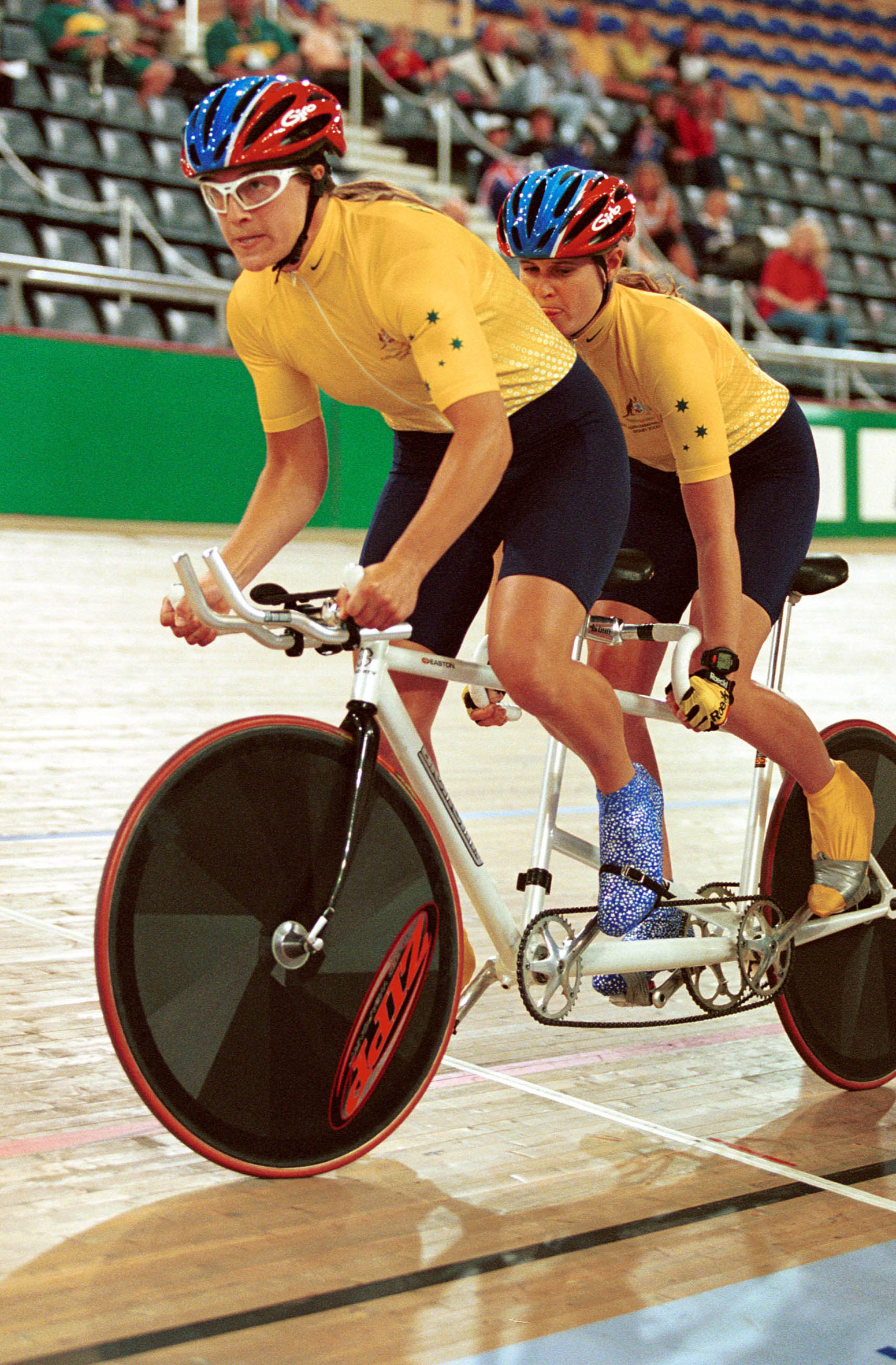
Tania Modra (z przodu) oraz Sarnya Parker podczas igrzysk, w trakcie jazdy na czas.

Kolarstwem zainteresowała się dzięki znajomości z prawie niewidomym kolarzem paralimpijskim Kieranem Modrą. Kieran, mając już sukcesy w startach w tandemie ze swoją żoną, namówił Parker do tego sportu i poznał ją ze swoją siostrą Tanią, która miała stać się jej pilotką. Kieran pomógł im również w treningach, zarówno służąc swoim doświadczeniem, jak i przekazując niezbędny sprzęt. Do igrzysk w Sydney zostało wówczas 18 miesięcy, a ani Parker, ani Tania nie miały doświadczenia w kolarstwie wyczynowym. Trenowały w tym okresie po ok. 22 godziny tygodniowo, jednocześnie pracując zawodowo.
W trakcie przygotowań musiały również brać udział w zawodach, by móc zakwalifikować się na igrzyska. Pierwszą imprezą, w której wzięły udział jako tandem, było Southern Cross Games, gdzie zdobyły 5 złotych medali. Następnie w Australian National Championship 2000 zdobyły 3 złote medale: dwa torowe (1 i 3 km) oraz jeden szosowy na dystansie 45 kilometrów. Już w trakcie przygotowań osiągały czasy pozwalające pobić rekord świata, ale imprezy nie spełniały rygorów wymaganych do oficjalnego bicia tego rekordu.
W 2000 roku podczas Igrzysk w Sydney para zdobyła dla Australii dwa złote medale w konkurencjach na 1 km jazdy na czas (time trial) oraz 3 km wyścig na dochodzenie. W obu konkurencjach pobiły ówczesny rekord świata. W trzeciej konkurencji, kolarstwie szosowym na 56 km, zajęły 4. miejsce z czasem 93:56, podczas gdy złoto zdobyła inna drużyna z Australii z czasem 91:23. W tej ostatniej konkurencji miały kilka problemów, w tym uniknęły zderzenia z Hiszpankami, które miały wypadek, będąc tuż przed Australijkami.

### Kariera po igrzyskach
Od razu po zawodach para rozważała wspólne starty. W 2001 roku miały bardzo udany występ na mistrzostwach Europy w Szwajcarii, gdzie wygrały wszystkie konkurencje, w których wzięły udział, czyli 4 konkurencje torowe (m.in. sprint i wyścig na dochodzenie) oraz jazdę na czas na szosie.
W sierpniu 2002 roku odbyły się mistrzostwa świata o nazwie International Paralympic Committee World Cycling Championships w Altenstadt w południowych Niemczech. Tym razem Parker startowała w tandemie z Toireasą Ryan (później Gallagher). Przez pierwsze trzy dni zawodów zwyciężyły we wszystkich konkurencjach, czyli wygrały kwalifikacje i zdobyły złoto w jeździe na czas na 1 km oraz złoto w sprincie na 200 m. W finale wyścigu 3 km na dochodzenie przegrały z drużyną ze Stanów Zjednoczonych (Karissa Whitsell i Katie Compton), zdobywając srebro. Po kilku dniach przerwy, ostatniego dnia zawodów wywalczyły złoto w wyścigu szosowym na 52 km (10 okrążeń), w którym pokonały 3 drużyny z 3 innych krajów i jedną z Australii.

## Wyróżnienia i odznaczenia
Niedługo po olimpiadzie australijska poczta wydała znaczki z podobiznami złotego tandemu. W 2000 roku Parker otrzymała Australijski Medal Sportowy, a w styczniu 2001 roku odznaczenie Medal Orderu Australii i związany z tym tytuł OAM.
W 2009 roku na jej cześć nazwano szlak spacerowy wzdłuż nabrzeża rzeki Loxton.